# 翟善
翟善（?—?），字敬夫，江西泰興人，明朝初期政治人物。
翟善以貢舉歷任吏部文選司主事。洪武二十六年，吏部尚書詹徽、侍郎傅友文被誅殺，之後翟善被升任為尚書。因為其善於經文術語，奏對時候很合明太祖意。之後朱元璋欲去除其家戍籍，翟善亦上書推辭，并受到明太祖誇獎。洪武二十八年，因為藍玉案連坐，降為宣化知縣。